# Pionkowski Hufiec Harcerzy „Darzbór”
Pionkowski Hufiec Harcerzy „Darzbór” – jednostka terytorialna Organizacji Harcerzy ZHR, należąca do Staropolskiej Chorągwi Harcerzy ZHR. Zrzesza drużyny i gromady działające na terenie Pionek i Kozienic.
Powstał w dniu 1 września 1991 roku w wyniku podziału Pionkowskiego Hufca Harcerek i Harcerzy „Darzbór” na część męską i żeńską.

## Drużyny
- 1 Pionkowska Gromada Zuchów „Rycerze Orła Białego"
- 1 Pionkowska Drużyna Harcerzy „Czarna Jedynka” im. Józefa Piłsudskiego
- 4 Pionkowska Leśna Drużyna Harcerzy „Borowe Bractwo” im. Andrzeja Wojciechowskiego „Dziewiątego”
- 6 Pionkowska Leśna Gromada Zuchów „Leśne Bractwo"
- 41 Pionkowska Gromada Zuchów „Wilczki"
- 41 Pionkowska Drużyna Harcerzy „Zarzewie” im. Andrzeja Małkowskiego
- 41 Pionkowska Drużyna Wędrowników „Eleusis"
- Samodzielny Zastęp „Korona" w Kozienicach

### Hufcowi Pionkowskiego Hufca Harcerzy „Darzbór”
- (phm. Marek Wierzbicki) (przed podziałem na część męską i żeńską)
- (hm. Romuald Zawodnik) (jw.)
- phm. Krzysztof Jerzy Piaseczny (1 września 1991 – kwiecień 1992)
- pwd. Tomasz Wyroślak (kwiecień 1992 – 1994)
- pwd. Sławomir Brzózek (1994 – ?)
- pwd. Jacek Kustra
- phm. Tomasz Wyroślak
- pwd. Paweł Pełka (2004 – X 2005)
- pwd. Karol Zieliński (X 2005- I 2007)
- phm. Rafał Stępień (I 2007 – VI 2010)
- hm. Włodzimierz Dola (VI 2010 – IX 2012)
- phm. Radosław Wdowski (IX 2012 – III 2015)
- phm. Szymon Wierzbicki (p.o. III 2015 – 2017)
- phm. Krzysztof Michał Piaseczny (2017 - I 2019)
- phm. Tomasz Piaseczny (I 2019 – obecnie)

Instruktorami Pionkowskiego Hufca Harcerzy „Darzbór” są m.in. hm. Marek Wierzbicki HR – profesor KUL, historyk w ISP PAN oraz hm. Krzysztof Jerzy Piaseczny.